# 2016 en musique classique
| \| • Retour à la chronologie générale de la musique classique • \| |
| Grèce • Rome • Haut Moyen Âge • VIIIe siècle • IXe siècle • Xe siècle • XIe siècle XIIe siècle • XIIIe siècle • XIVe siècle • XVe siècle • XVIe siècle • XVIIe siècle XVIIIe siècle • XIXe siècle • XXe siècle • XXIe siècle |
| • Retour à la chronologie générale de la musique classique • |

| Années en musique classique : 2013 - 2014 - 2015 - 2016 - 2017 - 2018 - 2019    |
| Décennies en musique classique : 1980 - 1990 - 2000 - 2010 - 2020 - 2030 - 2040 |

Cet article présente les faits marquants de l'année 2016 en musique classique.

## Événements

### Créations
- 12 mars : Création à l'Opéra de Lyon de Benjamin, dernière nuit, drame lyrique en quatorze scènes de Michel Tabachnik, d'après le livret de Régis Debray, consacré au philosophe allemand Walter Benjamin, qui revoit les grands épisodes de sa vie avant de se suicider en absorbant une dose mortelle de morphine, le 26 septembre 1940, dans le petit village de Portbou, dans les Pyrénées-Orientales ;
- 15 mars : Only the Sound Remains opéra de Kaija Saariaho au Muziektheater d'Amsterdam ;
- 15 mai : Senza sangue, opéra de Péter Eötvös, à l'Opéra d'Avignon ;
- 28 juillet : The Exterminating Angel, opéra de Thomas Adès, au Festival de Salzbourg ;
- 29 décembre : Cinderella, opéra d'Alma Deutscher, à Vienne.

### Autres
- 1er janvier : concert du nouvel an de l'orchestre philharmonique de Vienne au Musikverein, dirigé par Mariss Jansons.

#### Date indéterminée
- Fondation de l'Orchestre symphonique de la SWR.

## Prix
- Prix Ernst von Siemens : Per Nørgård, compositeur danois.
- Praemium Imperiale : Gidon Kremer, violoniste et chef d'orchestre letton.
- Karol Beffa est lauréat du grand prix lycéen des compositeurs.
- Tomás Marco reçoit le Prix Tomás Luis de Victoria.
- Cecilia Bartoli reçoit le Prix Polar Music.

## Décès

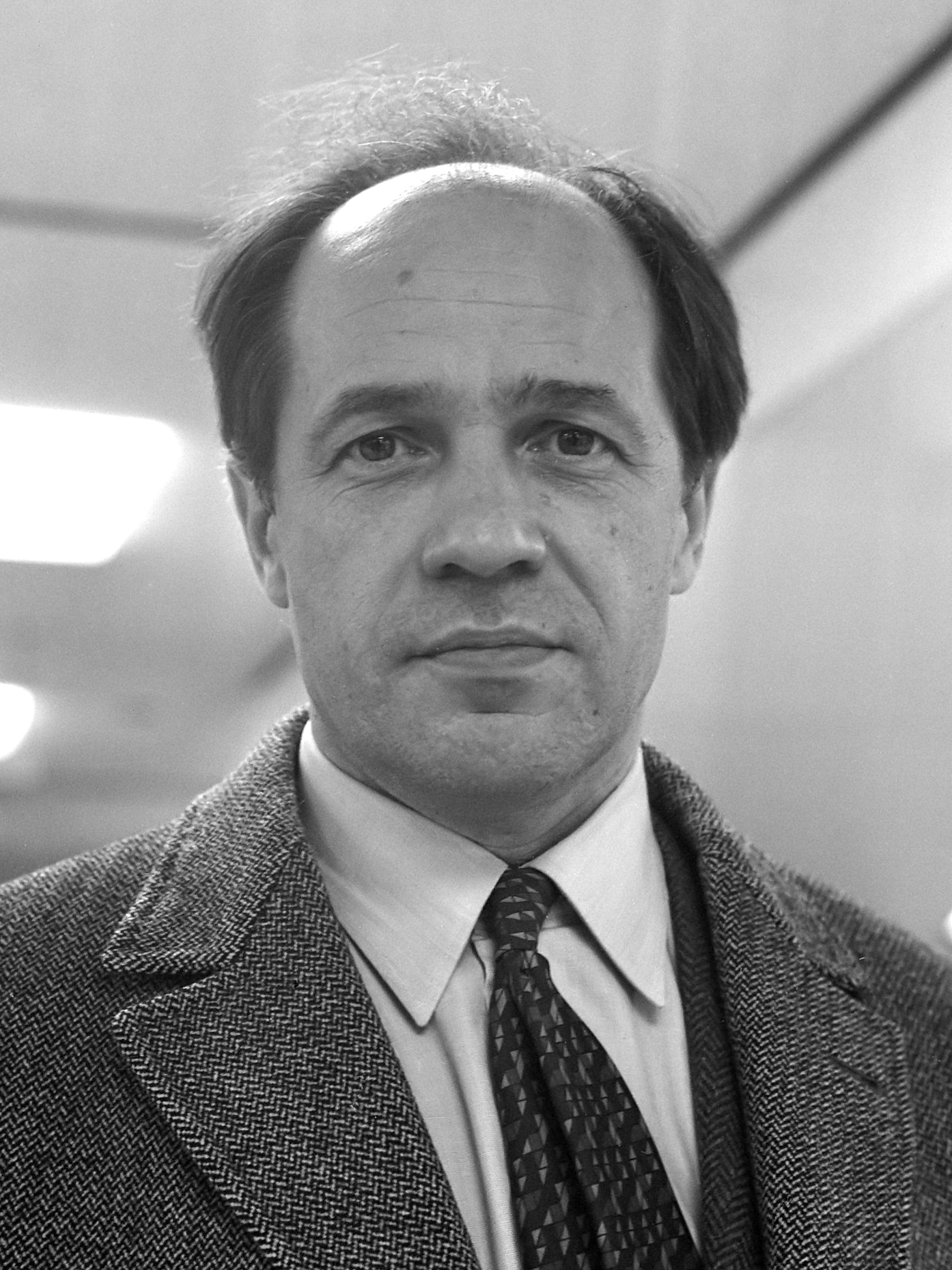
Pierre Boulez

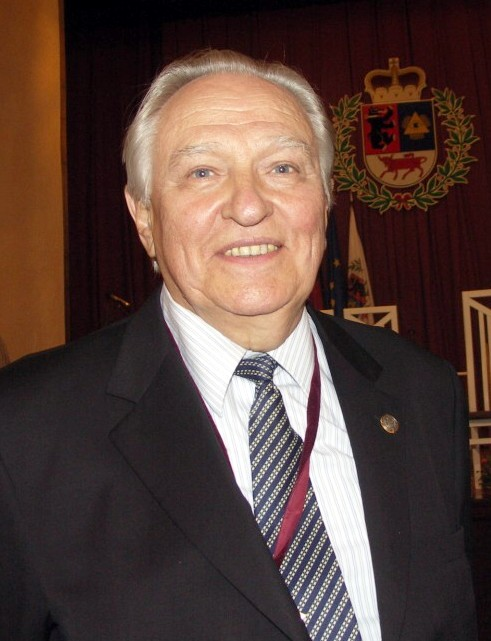
Saulius Sondeckis

- 1er janvier : Gilberto Mendes, compositeur brésilien (° 13 octobre 1922) ;
- 5 janvier : Pierre Boulez, compositeur français (° 26 mars 1925).
- 12 janvier : Anti Marguste, compositeur estonien (° 5 août 1931).
- 25 janvier : Denise Duval, soprano française (° 23 octobre 1921).
- 26 janvier : Anna Maria Canali, mezzo-soprano italienne
- 29 janvier : Aurèle Nicolet, flûtiste suisse  (° 22 janvier 1926).
- 3 février : Saulius Sondeckis, chef d'orchestre lituanien (° 11 octobre 1928).
- 4 février : 
  - Leslie Bassett, compositeur américain (° 22 janvier 1923).
  - Ulf Söderblom, chef d'orchestre finlandais (° 5 février 1930).
- 14 février : Steven Stucky, compositeur américain (° 7 novembre 1949).
- 21 février : Pascal Bentoiu, compositeur et musicologue roumain (° 22 avril 1927).
- 26 février : Eri Klas, chef d'orchestre soviétique et estonien (+ 7 juin 1939).
- 5 mars : Nikolaus Harnoncourt, chef d'orchestre autrichien (° 6 décembre 1929).
- 14 mars : Peter Maxwell Davies, compositeur et chef d'orchestre britannique (° 8 septembre 1934).
- 18 avril : Frédérick Martin, compositeur français (° 5 mars 1958).
- 4 mai : Klaus Maetzl, violoniste autrichien, membre du Quatuor Alban Berg (° 1941).
- 8 mai : Philippe Beaussant, musicologue français (° 6 mai 1930).
- 16 mai : Huguette Dreyfus, claveciniste française (° 30 novembre 1928).
- 24 juin : Charles Chaynes, compositeur français (° 11 juillet 1925).
- 27 juin :
  - Harry Halbreich, musicologue belge (° 9 février 1931).
  - Pelle Gudmundsen-Holmgreen, compositeur danois (° 21 novembre 1932).
- 3 juillet : Richard Grayson, compositeur et pianiste américain (° 25 mars 1941).
- 5 juillet : Alirio Díaz, guitariste et compositeur vénézuélien (° 12 novembre 1923).
- 20 juillet : André Isoir, organiste français (° 20 juillet 1935).
- 27 juillet : Einojuhani Rautavaara, compositeur finlandais (° 9 octobre 1928).
- 4 août : Patrice Munsel, soprano américaine (° 14 mai 1925).
- 20 août : Daniela Dessì, soprano italienne (° 14 mai 1957).
- 2 octobre : Neville Marriner, chef d'orchestre britannique (° 15 avril 1924).
- 6 novembre : Zoltán Kocsis, pianiste, compositeur et chef d'orchestre hongrois (° 30 mai 1952).
- 16 novembre : Robert Fürstenthal, compositeur américain (° 27 juin 1920).
- 21 novembre : Jean-Claude Risset, compositeur français (° 18 mars 1938).
- 7 décembre : Elliott Schwartz, compositeur américain (° 19 janvier 1936).
- 14 décembre : Karel Husa, compositeur et chef d'orchestre tchèque (° 7 août 1921).
- 23 décembre : Heinrich Schiff, violoncelliste et chef d'orchestre autrichien (° 18 novembre 1951).
- 25 décembre : Miriam Pirazzini, mezzo-soprano italienne (° 21 août 1918).